# Allen Johnson
Allen Kenneth Johnson (ur. 1 marca 1971 w Waszyngtonie) – amerykański lekkoatleta płotkarz, mistrz olimpijski i czterokrotny mistrz świata. 
Jako płotkarz nie miał idealnych warunków fizycznych (wzrost 182 cm, waga 78 kg).
Studiował na University of North Carolina w Chapel Hill, gdzie wyróżniał się jako wszechstronny lekkoatleta – obok biegu płotkarskiego uprawiał skoki w dal i wzwyż oraz dziesięciobój. Potem skoncentrował się na biegu na 110 metrów przez płotki (oraz na biegu na 60 metrów przez płotki w hali).
W 1994 zajął drugie miejsce w zawodach pucharu świata w Londynie w biegu na 110 metrów przez płotki. Na halowych mistrzostwach świata w 1995 w Barcelonie ostał zwycięzcą w biegu na 60 metrów przez płotki, wyprzedzając swego kolegę z reprezentacji USA Courtneya Hawkinsa i Tony’ego Jarretta z Wielkiej Brytanii. W tym samym roku został złotym medalistą mistrzostw świata w Göteborgu w biegu na 110 metrów przez płotki, przed Jarretem i Rogerem Kingdomem ze Stanów Zjednoczonych.
Został mistrzem igrzysk olimpijskich w 1996 w Atlancie w biegu na 110 metrów przez płotki, wyprzedzając Marka Creara z USA i Floriana Schwarthoffa z Niemiec. Obronił tytuł mistrzowski na tym dystansie na mistrzostwach świata w 1997 w Atenach, przed Colinem Jacksonem z Wielkiej Brytanii i Igorem Kováčem. Na tych samych mistrzostwach wystąpił w zwycięskim biegu eliminacyjnym w sztafecie 4 × 400 metrów (sztafeta USA wygrała również bieg finałowy, bez udziału Johnsona, po latach została zdyskwalifikowana z powodu dopingu Antonia Pettigrewa). W 1998 zajął 2. miejsce w biegu na 110 metrów przez płotki na Igrzyskach Dobrej Woli w Uniondale. Na mistrzostwach świata w 1999 w Sewilli nie stanął wskutek kontuzji do biegu półfinałowego (tytuł przypadł jego głównemu rywalowi Colinowi Jacksonowi).
Na igrzyskach olimpijskich w 2000 w Sydney uplasował się tuż za podium na 4. miejscu. Zdobył swój trzeci tytuł w biegu na 110 metrów przez płotki na mistrzostwach świata w 2002 w Edmonton, wyprzedzając Aniera Garcíę z Kuby i Dudleya Dorivala z Haiti. W tym samym roku wygrał tę konkurencję na Igrzyskach Dobrej Woli w Brisbane. Zajął 2. miejsce w tej konkurencji w zawodach pucharu świata w 2002 w Madrycie. W 2003 został najpierw mistrzem w biegu na 60 metrów przez płotki na halowych mistrzostwach świata w Birmingham (przed Anierem Garcíą i Liu Xiangiem z Chin), a następnie po raz czwarty w biegu na 110 metrów przez płotki na mistrzostwach świata w Paryżu (wyprzedzając Terrence’a Trammella z USA i Liu Xianga).

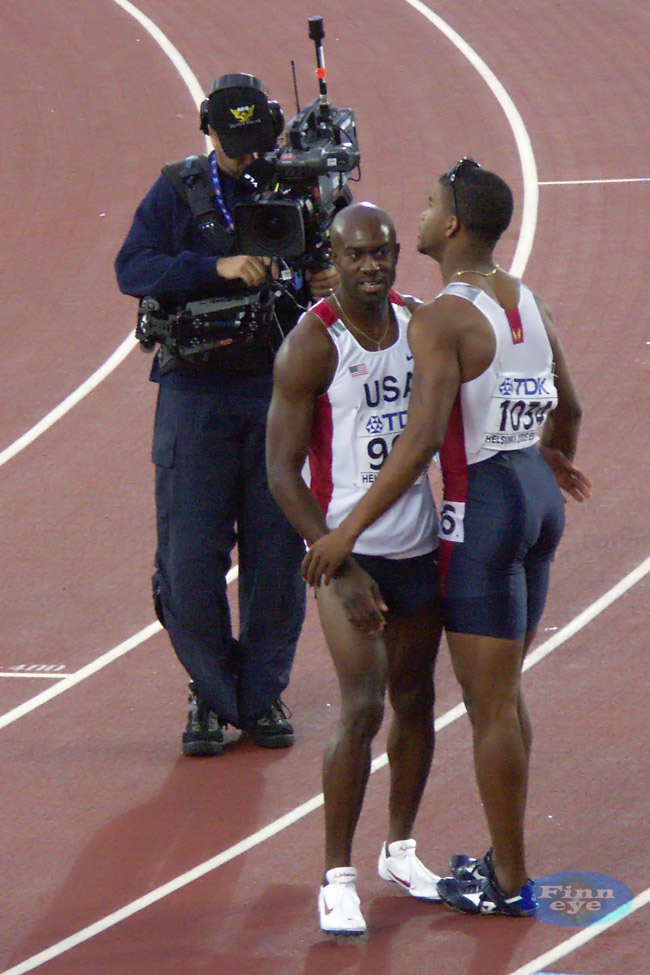
Allen Johnson (w środku) i Terrence Trammell na MŚ w Helsinkach w 2005

Zwyciężył po raz trzeci w biegu na 60 metrów przez płotki na halowych mistrzostwach świata w 2004 w Budapeszcie, przed Liu Xiangiem i Maurice’em Wignallem z Jamajki. Na igrzyskach olimpijskich w Atenach w tym samym roku upadek w biegu eliminacyjnym na 110 metrów przez płotki pozbawił go szansy walki o medal. Na mistrzostwach świata w 2005 w Helsinkach sięgnął po brąz w tej konkurencji (wyprzedzili go Ladji Doucouré z Francji i Liu Xiang). Zwyciężył na tym dystansie w pucharze świata w 2006 w Atlancie. Został srebrnym medalistą w biegu na 60 metrów przez płotki na (halowych mistrzostwach świata w 2008 w Walencji (za Liu Xiangiem).
W 2010 ogłosił zakończenie kariery sportowej.
Rekordy życiowe:
- bieg na 110 metrów przez płotki – 12,92 s
- bieg na 60 metrów przez płotki (hala) – 7,36 s